# 三輪野勇
三輪野 勇（みわの いさむ、1928年1月15日 - 2003年4月）は日本映画の特殊機械技師。茨城県水戸市出身。

## 経歴
中学生の時、少年飛行兵として志願し南方に従軍。シンガポールで捕虜となり終戦を迎える。1947年に帰国し父親の製材所を継ぐも左前し友達の勧めで1953年に東宝撮影所に入社。

## 代表作
| 公開年         | 作品名                   | 制作（配給）                                                       | 役職         |
| -------------- | ------------------------ | ------------------------------------------------------------------ | ------------ |
| 1954年4月26日  | 七人の侍                 | 東宝                                                               | 特殊機械助手 |
| 1955年11月22日 | 生きものの記録           | 東宝                                                               | 特殊機械助手 |
| 1957年1月15日  | 蜘蛛巣城                 | 東宝                                                               | 特殊機械助手 |
| 1957年9月17日  | どん底                   | 東宝                                                               | 特殊機械     |
| 1958年12月28日 | 隠し砦の三悪人           | 東宝                                                               | 特殊機械     |
| 1961年4月25日  | 用心棒                   | 東宝 黒澤プロダクション （東宝）                                   | 特殊機械     |
| 1962年1月1日   | 椿三十郎                 | 東宝 黒澤プロダクション （東宝）                                   | 特殊機械     |
| 1964年12月20日 | 花のお江戸の無責任       | 東宝                                                               | 特殊機械     |
| 1965年4月3日   | 赤ひげ                   | 東宝 黒澤プロダクション （東宝）                                   | 特殊機械     |
| 1965年5月29日  | 日本一のゴマすり男       | 東宝                                                               | 特殊機械     |
| 1970年10月31日 | どですかでん             | 東宝 四騎の会 （東宝）                                             | 特殊機械     |
| 1971年12月31日 | 日本一のショック男       | 東宝 渡辺プロダクション （東宝）                                   | 特殊機械     |
| 1976年10月16日 | 犬神家の一族             | 角川春樹事務所 （東宝）                                            | 特殊機械     |
| 1977年4月2日   | 悪魔の手毬唄             | 東宝映画 （東宝）                                                  | 特殊機械     |
| 1977年8月27日  | 獄門島                   | 東宝映画 （東宝）                                                  | 特殊機械     |
| 1978年2月11日  | 女王蜂                   | 東宝映画 （東宝）                                                  | 特殊機械     |
| 1978年8月12日  | 火の鳥                   | 東宝 火の鳥プロ                                                    | 特殊機械     |
| 1979年5月26日  | 病院坂の首縊りの家       | 東宝映画 （東宝）                                                  | 特殊機械     |
| 1980年4月26日  | 影武者                   | 東宝映画 黒澤プロダクション （東宝）                               | 特殊機械     |
| 1985年6月1日   | 乱                       | グリニッチ・フィルム ヘラルド・エース （東宝）                     | 特殊機械     |
| 1990年5月25日  | 夢                       | 黒澤プロダクション （ワーナー・ブラザース）                        | 特殊機械     |
| 1991年5月25日  | 八月の狂詩曲             | 黒澤プロダクション フィーチャーフィルムエンタープライズII （松竹） | 特殊機械     |
| 1991年11月16日 | 超少女REIKO              | 東宝映画 （東宝）                                                  | 特殊機械     |
| 1993年4月17日  | まあだだよ               | 大映 電通 黒澤プロダクション （東宝）                              | 特殊機械     |
| 1993年12月11日 | ゴジラvsメカゴジラ       | 東宝映画 （東宝）                                                  | 特殊機械     |
| 1994年10月22日 | 四十七人の刺客           | 日テレ サントリー 東宝映画 （東宝）                                | 特殊機械     |
| 1994年12月10日 | ゴジラvsスペースゴジラ   | 東宝映画 （東宝）                                                  | 特殊機械     |
| 1995年12月9日  | ゴジラvsデストロイア     | 東宝映画 （東宝）                                                  | 特殊機械     |
| 1996年10月26日 | 八つ墓村                 | 角川書店 フジテレビ 東宝映画 （東宝）                              | 特殊機械     |
| 1997年6月7日   | 誘拐                     | 東宝映画 （東宝）                                                  | 特殊機械     |
| 1997年12月13日 | モスラ2 海底の大決戦     | 東宝映画 （東宝）                                                  | 特殊機械     |
| 1998年6月6日   | 絆 -きずな-              | 東宝映画 （東宝）                                                  | 特殊機械     |
| 1998年12月12日 | モスラ3 キングギドラ来襲 | 東宝映画 （東宝）                                                  | 特殊機械     |